# تأثير كرة الثلج

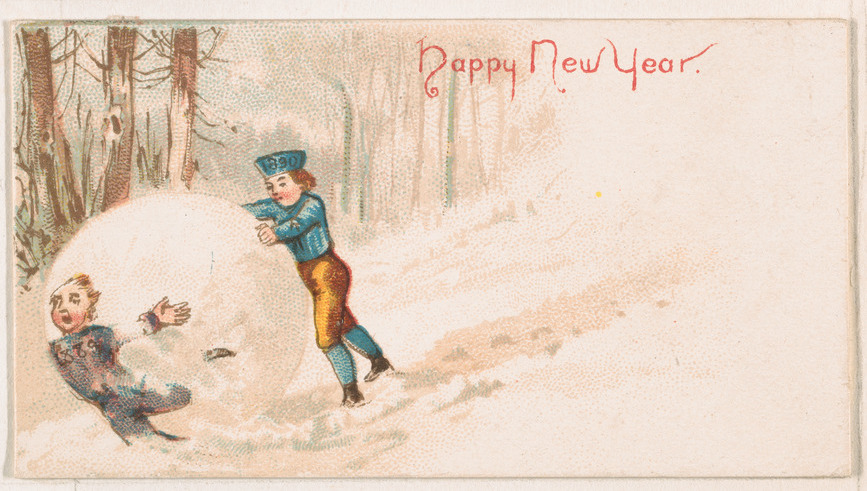
كرة ثلج تتدحرج أسفل التل، مع نهاية خطيرة.

تأثير كرة الثلج (بالإنجليزية: Snowball effect)‏ هو مصطلح مجازي يصف حدثًا يبدأ من مرحلة مبدئية لا تؤثر كثيرا ثمّ تتراكم وتتفاقم حتى تصبح أكبر وأكثر تأثيرًا وجدّية، وقد تصبح أشد خطورةً (حلقة مفرغة). أصبح مصطلح تأثير كرة الثلج من الكلام المبتذل الذي يُستخدم في الكرتون والمسرح الحديث كما يُستخدم في علم النفس كذلك.
نشأ سبب تسمية مصطلح تأثير كرة الثلج للتشابه الموجود بين التأثير وما يحدث حين تسقط كرة ثلج صغيرة من أعلى منحدر في جبل ثلجيّ، إذ تبدأ صغيرة وتجمّع الثلج فيها كلّما تدحرجت ويزداد ثقلها وحجمها.
ويستخدم هذا المصطلح في علم الاجتماع غالبًا للتعبير عن تضخم الحدث كما يشير إلى سرعة تطوره أيضًا.